# Mikaël (film)
Mikaël er en tysk stumfilm fra 1924, instrueret af den danske filminstruktør Carl Theodor Dreyer. Filmen handler om forholdet mellem de to mænd Claude Zoret (spillet af Benjamin Christensen) og Michael (Walter Slezak). Filmen er baseret på Herman Bangs roman af sammen navn. Filmen anses som et tidligt pejlemærke for homoseksualitet i filmkunsten.